# Colorado Wing Civil Air Patrol
A Colorado Wing Civil Air Patrol (COWG) é uma das 52 "alas" (50 estados, Porto Rico e Washington, D.C.) da "Civil Air Patrol" (a força auxiliar oficial da Força Aérea dos Estados Unidos) no Estado do Colorado. A sede da Colorado Wing está localizada na Peterson Space Force Base em Colorado Springs. A Colorado Wing consiste em quase 2.000 cadetes e membros adultos distribuídos em mais de 30 locais espalhados por todo o Estado.
A ala do Colorado é membro da Região de Rocky Mountain da CAP juntamente com as alas dos seguintes Estados: Idaho, Montana, Utah e Wyoming.

## Missão
A Civil Air Patrol tem três missões: fornecer serviços de emergência; oferecer programas de cadetes para jovens; e fornecer educação aeroespacial para membros da CAP e para o público em geral.

## Serviços de emergência
A CAP fornece ativamente serviços de emergência, incluindo operações de busca e salvamento e gestão de emergência, bem como auxilia na prestação de ajuda humanitária.
A CAP também fornece apoio à Força Aérea por meio da realização de transporte leve, suporte de comunicações e levantamentos de rotas de baixa altitude. A Civil Air Patrol também pode oferecer apoio a missões de combate às drogas.

## Programas de cadetes
A CAP oferece programas de cadetes para jovens de 12 a 21 anos, que incluem educação aeroespacial, treinamento de liderança, preparo físico e liderança moral para cadetes.

## Educação Aeroespacial
A CAP oferece educação aeroespacial para membros do CAP e para o público em geral. Cumprir o componente de educação da missão geral da CAP inclui treinar seus membros, oferecer workshops para jovens em todo o país por meio de escolas e fornecer educação por meio de eventos públicos de aviação.

## Organização

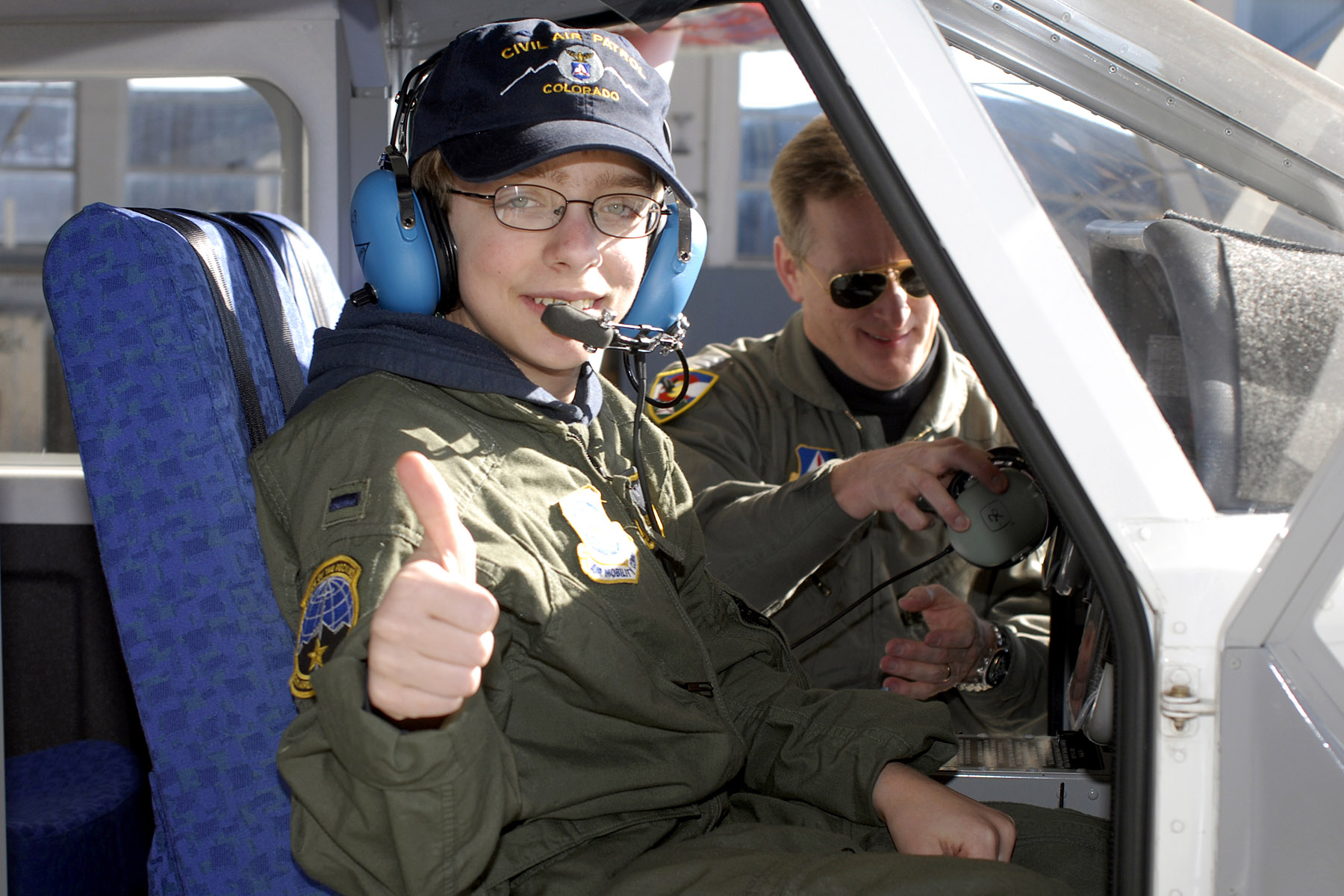
Um jovem é apresentado a
uma aeronave da Colorado Wing.

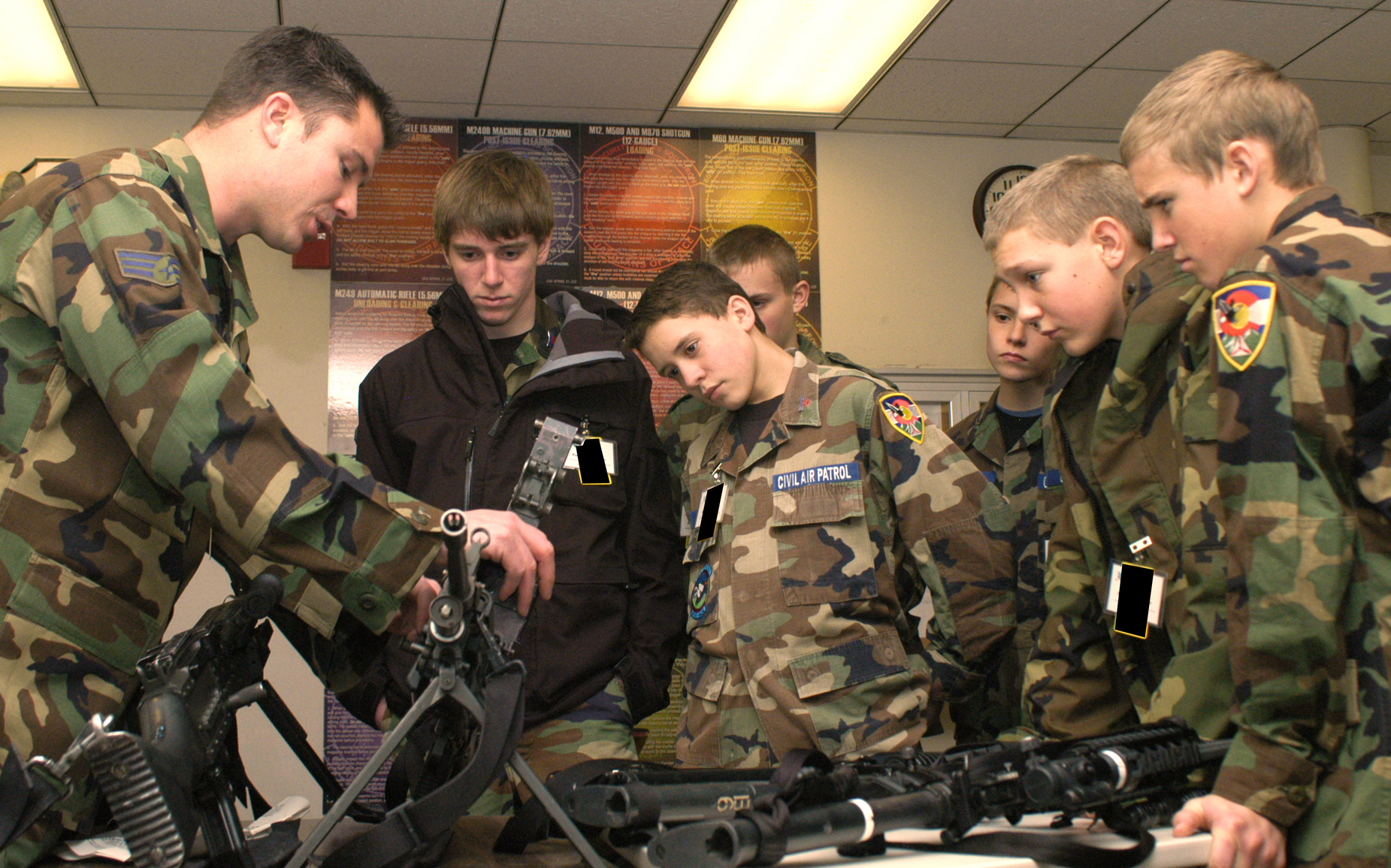
O aviador sênior Paul Kelly explica o manuseio de armas e a segurança para os membros do
esquadrão de cadetes de Colorado Springs.

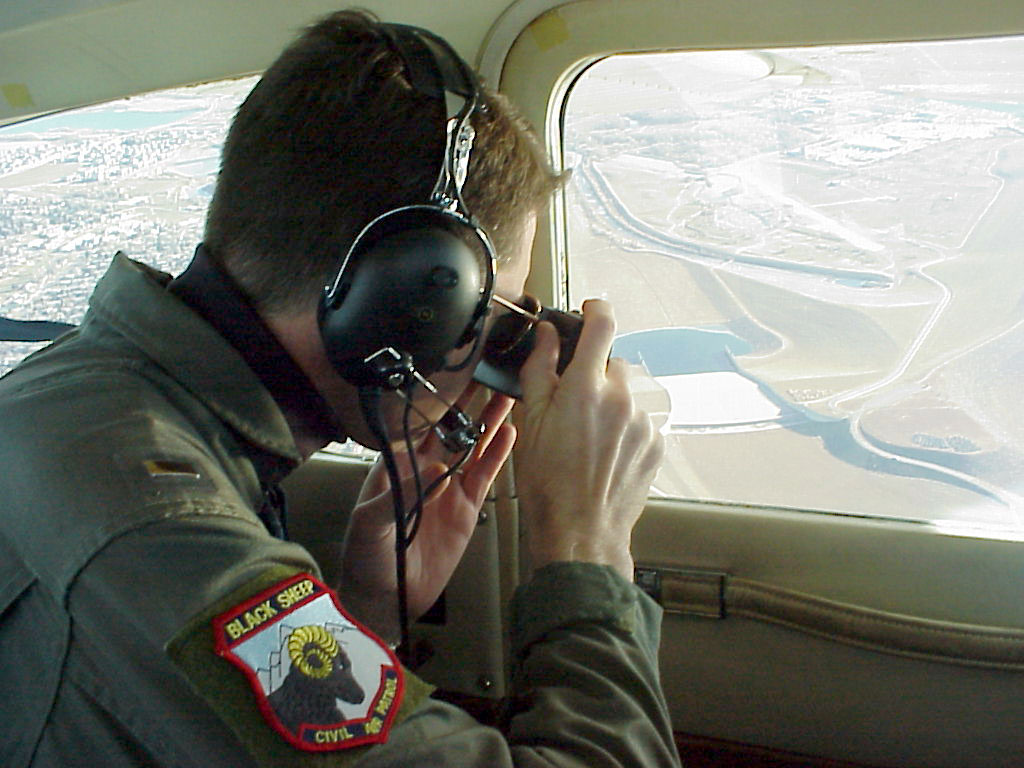
O primeiro tenente Chad Morris da Colorado Wing fotografa um veículo utilitário esportivo a 300 metros durante uma simulação de missão de segurança interna.

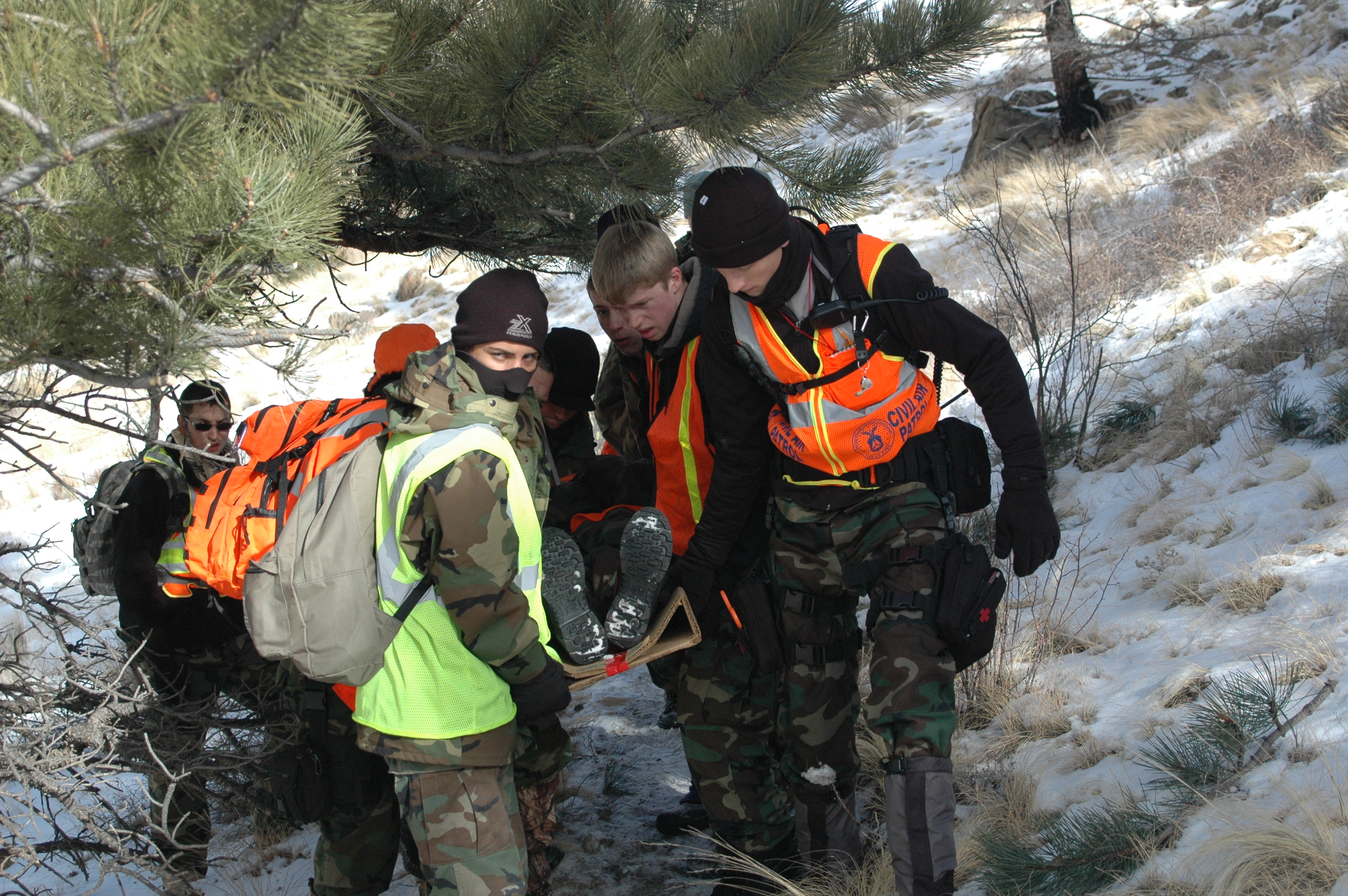
Cadetes do Esquadrão de Cadetes de Colorado Springs na Base Aérea de Peterson participam do treinamento de inverno.

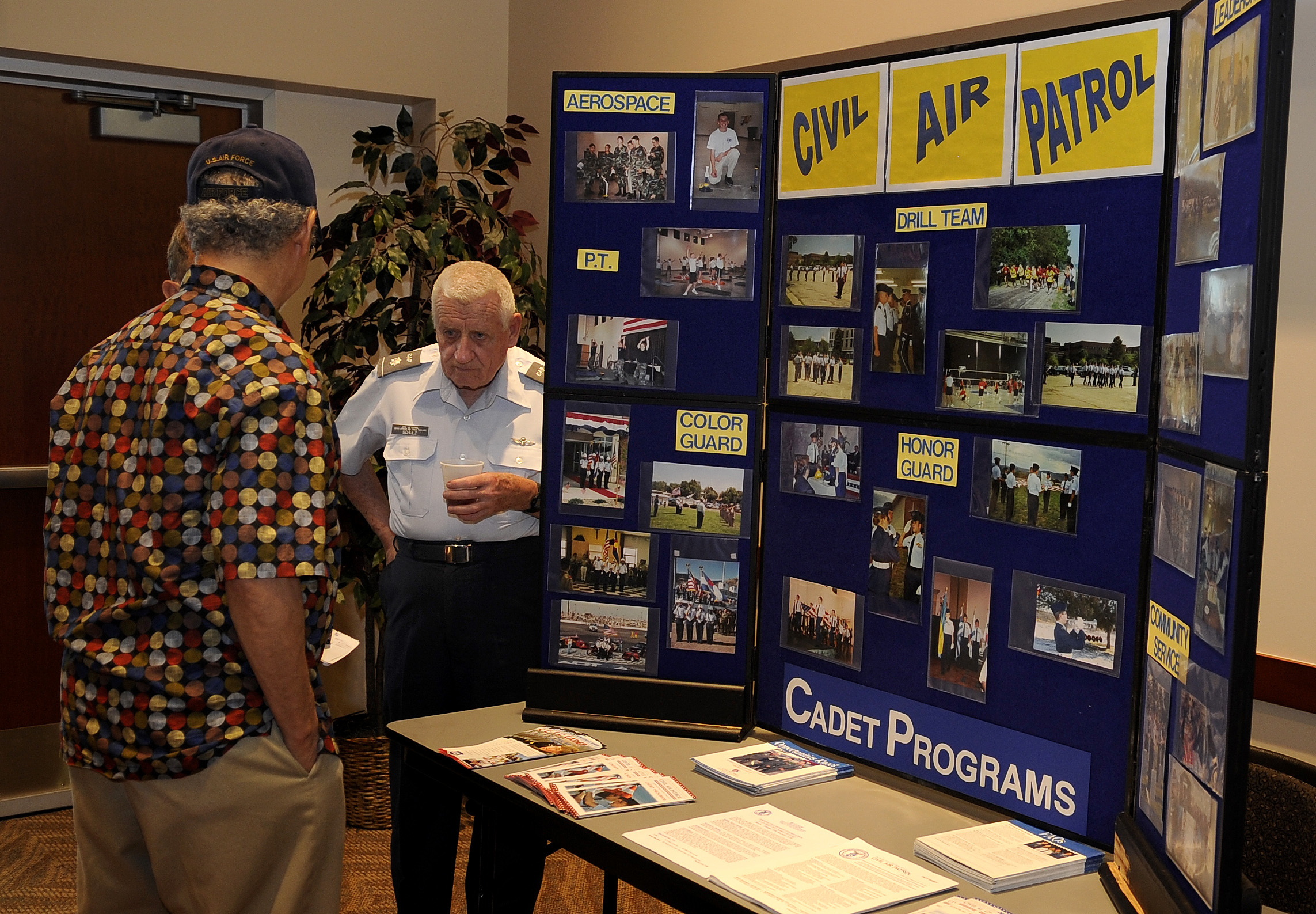
Membro sênior da Colorado Wing conversa com militares veteranos enquanto atua em uma mesa de recrutamento.

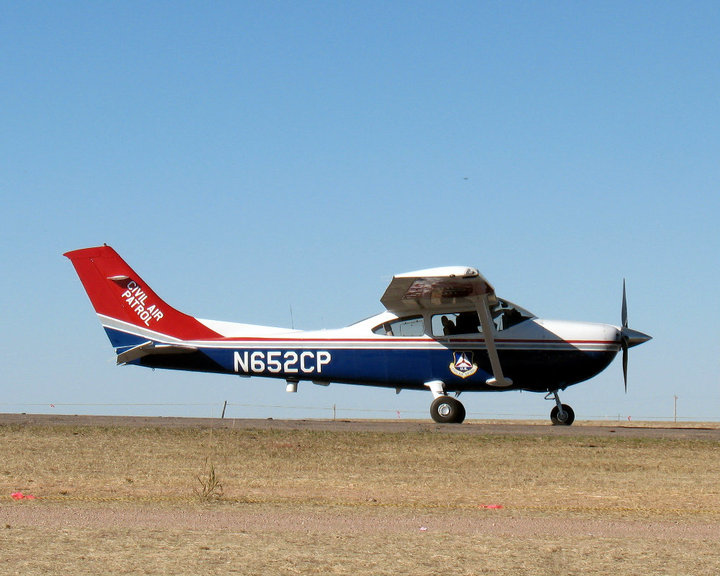
O "N652CP" na cabeceira do aeroporto de Akron, Colorado.

| Designação | Nome do Esquadrão               | Localização                  |
| ---------- | ------------------------------- | ---------------------------- |
| CO-167     | Headquarters Group 1            | Rocky Mountain Metro Airport |
| CO-021     | Greeley Cadet                   | Greeley                      |
| CO-022     | Vance Brand Cadet               | Longmont                     |
| CO-068     | North Valley Composite          | Thornton                     |
| CO-072     | Boulder Composite               | Boulder                      |
| CO-099     | Broomfield Composite            | Broomfield                   |
| CO-136     | Jefferson County Senior         | Rocky Mountain Metro Airport |
| CO-147     | Thompson Valley Composite       | Fort Collins                 |
| CO-803     | Brighton Cadet                  | Thornton                     |
| CO-169     | Headquarters Group 2            | Montrose                     |
| CO-015     | Thunder Mountain Composite      | Grand Junction               |
| CO-053     | Eagle County Composite          | Gyspum                       |
| CO-085     | Delta County Cadet              | Delta                        |
| CO-141     | Montrose Composite              | Montrose                     |
| CO-181     | Steamboat Springs Composite     | Steamboat Springs            |
| CO-189     | Mesa Verde Cadet                | Dolores                      |
| CO-165     | Headquarters Group 3            |                              |
| CO-030     | Colorado Springs Cadet          | Peterson AFB                 |
| CO-080     | Pikes Peak Composite            | Peterson AFB                 |
| CO-098     | Fremont-Starfire Cadet          | Cañon City                   |
| CO-159     | Air Academy Cadet               | USAF Academy                 |
| CO-160     | Heart Of The Rockies Composite  | Alamosa                      |
| CO-179     | Pueblo Eagles Composite         | Pueblo                       |
| CO-805     | Colorado Military Academy Cadet | Colorado Springs             |
| CO-164     | Headquarters Group 4            | Grande Denver                |
| CO-031     | Foothills Cadet                 | Golden                       |
| CO-143     | Mile High Cadet                 | Aurora                       |
| CO-148     | Mustang Cadet                   | South Aurora                 |
| CO-157     | Douglas Cadet                   | Castle Rock                  |
| CO-162     | Black Sheep Senior              | Centennial                   |
| CO-163     | Highlander Composite            | Littleton                    |
| CO-173     | Parker Cadet                    | Parker                       |
| CO-183     | Valkyrie Cadet                  | East Denver                  |
| CO-186     | Dakota Ridge Composite          | Littleton                    |

## Acampamentos
Os "cadet encampments", geralmente com uma semana de duração, fornecem aos cadetes uma visão intensa da vida militar. A participação no acampamento é um pré-requisito para o "Prêmio Gen. Billy Mitchell". Membros seniores também podem receber a barreta por exercerem liderança em acampamentos da CAP.
Os acampamentos da Colorado Wing vem sendo realizado na "Peterson Space Force Base" em Colorado Springs, CO.

## Atuação em serviços de emergência

### Busca e resgate terrestre
A Colorado Wing opera uma "escola" de busca e salvamento terrestre ("Ground Search And Rescue" "GSAR") anualmente, normalmente realizada na área do "Gore Range" nas Montanhas Rochosas, a oeste de Kremmling. Para participar, os cadetes devem ter pelo menos 14 anos de idade, patente mínima de "Cadet Senior Airman" ("cadete aviador sênior"), passar com sucesso em um teste de aptidão física e ter participação anterior em atividades de verão para cadetes. Além disso, todos os participantes devem ter concluído o treinamento básico em serviços de emergência (oferecido pela "Federal Emergency Management Agency") e ser capazes de caminhar longas distâncias com um pacote de 20-25 libras. Os participantes passam a escola inteira (normalmente, oito dias) em um ambiente de campo e recebem um distintivo de membro do "Ground Team" "Equipe Terrestre" ao concluir a escola com sucesso.

### Busca e salvamento aéreo
Os cadetes da CAP podem se qualificar para participar de voos de busca aérea aprovados pela FAA como observadores com um piloto certificado pela CAP. Cadetes com sua licença de "pilot-in-command" podem se qualificar como "pilotos cadetes" para voos de busca aérea. O treinamento é fornecido, de acordo com os requisitos de idade e licença.

### Resposta da Covid-19
Em abril de 2020, os pilotos da Colorado Wing fizeram vários voos em todo o Colorado, distribuindo equipamentos de proteção individual para instalações médicas e socorristas em todo o Estado, como parte da resposta do Colorado à pandemia COVID-19.

## Proteção legal
Os membros da CAP que trabalham dentro das fronteiras do Colorado têm a garantia de proteção contra discriminação ou demissão de seu empregador com base em sua filiação à CAP. Os empregadores também estão legalmente proibidos de impedir que um funcionário tire uma licença do emprego para atender a emergências como parte de suas atividades na CAP. Esses direitos são garantidos pelos Estatutos Revisados do Colorado § 28-1-103.